# Olimpiada Internațională de Matematică din 2012
Olimpiada Internațională de Matematică din 2012 a fost a 53-a ediție a OIM și a avut loc la Mar del Plata, Argentina. La această ediție au participat 100 de țări. La echipe a câștigat echipa Coreei de Sud cu 209 de puncte. Pe locurile 2 și 3 s-au clasat China, respectiv SUA. România a ocupat locul 10. La individual a câștigat Jeck Lim din Singapore, obținând punctaj maxim.

## Clasamentul pe țări
| Loc | Țară          | Punctaj    |
| --- | ------------- | ---------- |
| 1   | Coreea de Sud | 209 puncte |
| 2   | China         | 195 puncte |
| 3   | SUA           | 194 puncte |
| 4   | Rusia         | 177 puncte |
| 5=  | Canada        | 159 puncte |
| 5=  | Thailanda     | 159 puncte |
| 7   | Singapore     | 154 puncte |
| 8   | Iran          | 151 puncte |
| 9   | Vietnam       | 148 puncte |
| 10  | România       | 144 puncte |

## Clasamentul individual
| Loc | Concurent     | Țară          | P1 | P2 | P3 | P4 | P5 | P6 | Total | Premiu         |
| --- | ------------- | ------------- | -- | -- | -- | -- | -- | -- | ----- | -------------- |
| 1   | Jeck Lim      | Singapore     | 7  | 7  | 7  | 7  | 7  | 7  | 42    | Medalie de aur |
| 2   | Dong Ryul Kim | Coreea de Sud | 7  | 7  | 7  | 5  | 7  | 7  | 40    | Medalie de aur |
| 3   | Bobby Shen    | SUA           | 7  | 7  | 4  | 7  | 7  | 7  | 39    | Medalie de aur |